# Mike McFarlane
Michael Anthony "Mike" McFarlane, född 2 maj 1960 i Hackney i London, död 6 juni 2023, var en brittisk friidrottare inom kortdistanslöpning som efter sin aktiva karriär som löpare fortsatte som tränare inom friidrott.
Han tog OS-silver på 4 x 100 meter stafett vid friidrottstävlingarna 1988 i Seoul.